# Майорова Лідія Федорівна
Лідія Федорівна Майорова (до шлюбу Жаворонкова ; 16 грудня 1927, Москва — 31 грудня 2008, там же) — російська граверка, художниця Московської друкарської фабрики «Держзнак» із 1943 по 1983 рік, брала участь у створенні грошових знаків, гравіювала малюнки 86 поштових марок СРСР.

## Біографія
Народилася в сім'ї Ф. І. Жаворонкова (1904—1948), інспектора на підприємствах Москви, і Ф. Є. Жаворонкової (1904—1986), що працювала в Щелепно-лицьовому госпіталі. Після закінчення 7-го класу в 1943 році була прийнята на навчання до Спеціального ремісничого училища Держзнаку СРУ-35. У 1946 році училище було перетворено на Московський спеціальний технікум Держзнака Міністерства фінансів СРСР, який успішно закінчила в 1948 році за спеціальністю гравера-художника друкованих форм. Дипломна робота — класична гравюра на міді «Голова Давида».
Після випуску з технікуму в 1948 році почала працювати художницею-граверкою у Майстерні художників при цеху № 63 фабрики «Держзнак» під керівництвом головного художника І. І. Дубасова, де працювала до виходу на пенсію у 1983 році.
За час роботи навчила трьох учнів: Юрія Єрмакова, Ганну Лук'янову (Сейфуліну) та Марину Міхєєву (Сільянову).
Лідія Майорова померла 31 грудня 2008 року у Москві.

## Творчість
За час роботи Лідія Федорівна виконала понад 150 класичних гравюр, які можна бачити на радянських та зарубіжних грошових знаках, на поштових марках, листівках та іншій продукції Держзнаку. Виконала кілька десятків офортів, зокрема портрет Софії Ковалевської.
На виставці «PostCardExpo-2008», що відбувалася 24-27 січня 2008 року в Центральному будинку художника в Москві, експонувалося кілька стендів із роботами художниці в галузі графіки — на гравюрах, банкнотах, марках і листівках. Це була єдина та остання прижиттєва виставка Л. Ф. Майорової. Посмертну виставку «Художники-ветерани Держзнаку», на якій представлені роботи Лідії Майорової та її учнів, було організовано у Дозвільному центрі «Ровесник» (Москва) починаючи з 2 лютого 2009 року.

### Гравюри на грошових знаках
Л. Ф. Майорова гравіювала портрет В. І. Леніна на 10-рублевій банкноті СРСР 1961 року, Спаську вежу на 5-рублевій банкноті СРСР 1961 року, портрет Ф. Шиллера на банкноті НДР номіналом 10 марок 1964 року, портрет Ю. Цеденбала на монгольських тугриках, картини на 100 і 1000 афгані Афганістану 1979 року, розбивала на штрих зображення пам'ятника героям Шипки на банкноті Болгарії номіналом 1 лев.
| Гравюри Л. Майорової на банкнотах | Гравюри Л. Майорової на банкнотах |
| --------------------------------- | --------------------------------- |
|                                   |                                   |

### Гравюри на поштових марках СРСР

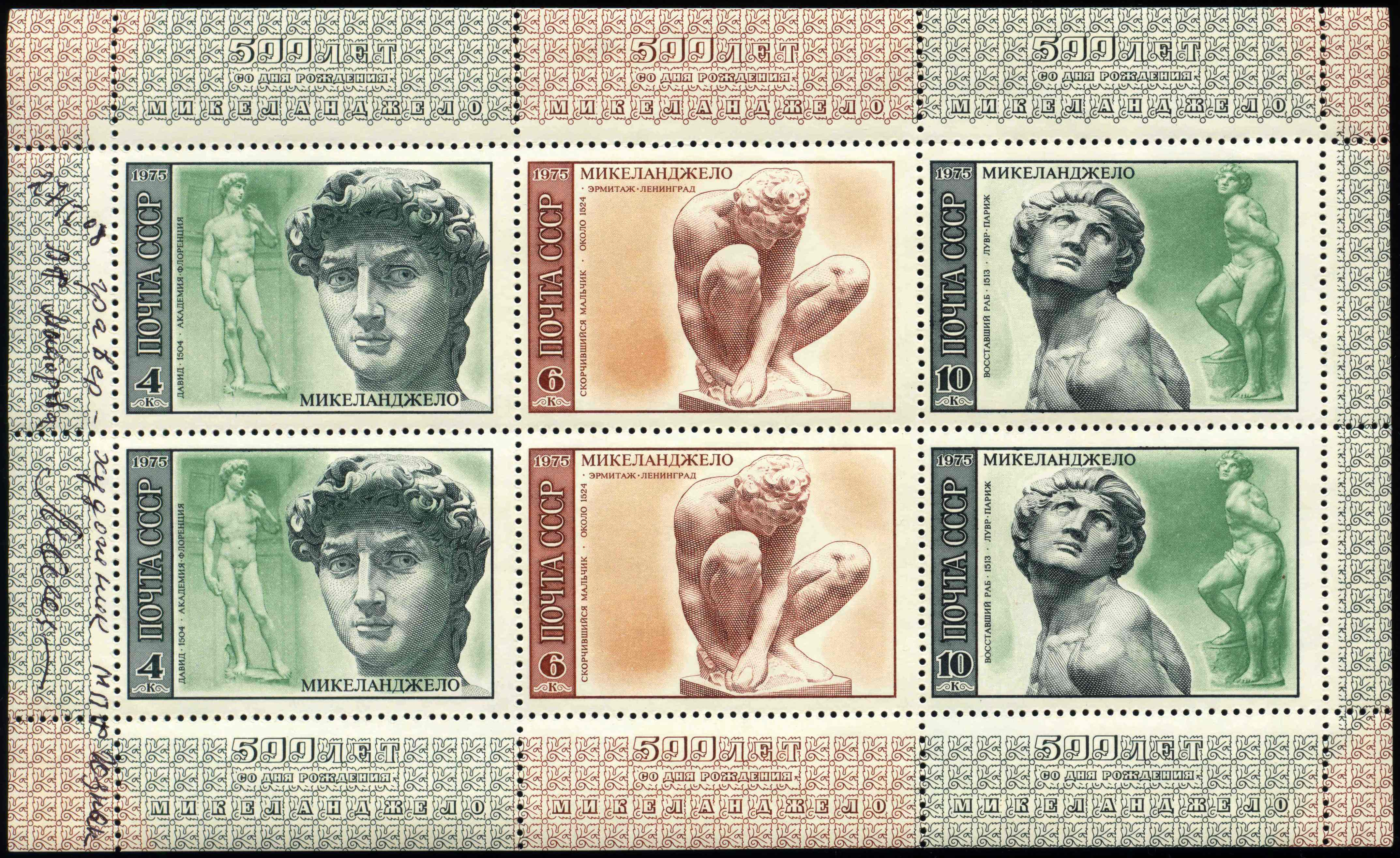
Малий лист СРСР 1975 року, випущений до 500-річчя від дня народження Мікеланджело, з автографом Л. Ф. Майорової (ЦФА [АТ «Марка»] № 4432-4434)

У «Каталозі поштових марок СРСР» зазначено щонайменше 86 металографських поштових марок із класичними гравюрами Л. Ф. Майорової. Перша марка її роботи вийшла у 1952 році номіналом у 5 рублів із зображенням ордена Червоного Прапора із серії «Ордену та медалі СРСР» (ЦФА [АТ «Марка»] № 1706). У творчому активі художниці є роботи на тему «Ленініани», портрети багатьох видатних особистостей. Сама автор вважає найбільш вдалими гравюри на таких марках: Маяковський (1963) (ЦФА [АТ «Марка»] № 2905), «Витязь у тигровій шкурі» (1966) (ЦФА [АТ «Марка»] № 3394), Карл Маркс (1967) (ЦФА [АТ «Марка»] № 3528), Тургенєв (1968) (ЦФА [АТ «Марка»] № 3673), Суворов (1980) (ЦФА [АТ «Марка»] № 5127), Щепкін (1963) (ЦФА [АТ «Марка»] № 2805), а портрет Хачатуряна на марці 1983 року (ЦФА [АТ «Марка»] № 5394) — передостання і найулюбленіша марка Л. Ф. Майорової.

#### Список поштових марок із гравюрами Л. Майорової
Нижче наведено номери поштових мініатюр роботи Л. Ф. Майорової за каталогом ЦФА.
1706
2218
2233
2234
2381
2384
2425
2429
2488 (наддрук на 2429)
2805
2905
3028
3032
3036
3037
3039
3105
3273
3280 (разом з А. А. Ткаченком)
3312
3394
3403
3437
3455
3528
3576
3580
3625
3673
3714
3748
3812
3837
3838
3906
4170 (разом із В. Каруліним)
4183
4186
4209
4254
4269
4287
4299
4315
4375
4377
4432
4472
4505
4607
4645
4663
4680
4722
4724
4775
4785
4845
4896
4925
4930
4935
4957
5027
5059
5127
5144
5183
5251
5285
5332
5346
5347 (наддрук на 5346)
5394
5407

Деякі граверні роботи Л. Майорової на марках СРСР
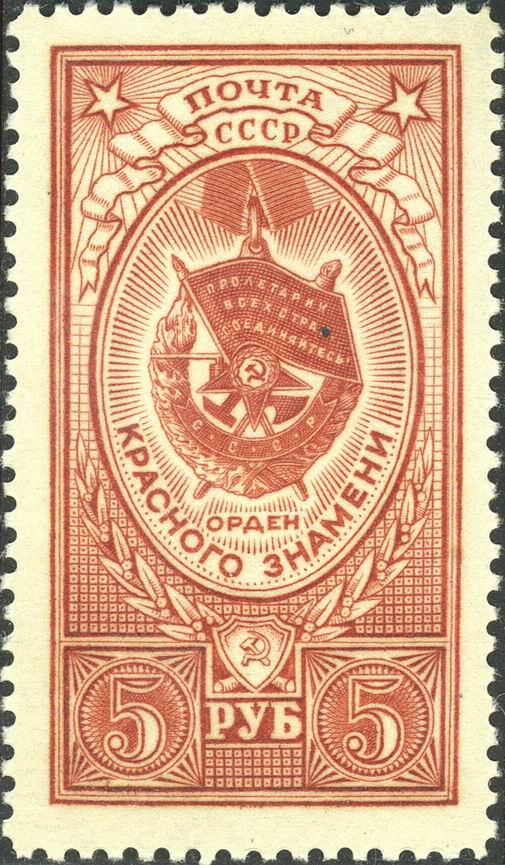
Перша марка Л. Ф. Майорової - "Орден Червоного Прапора" (1952)Шаблон:ЦФА (ЦФА [ АТ «Марка» ] № 1706)
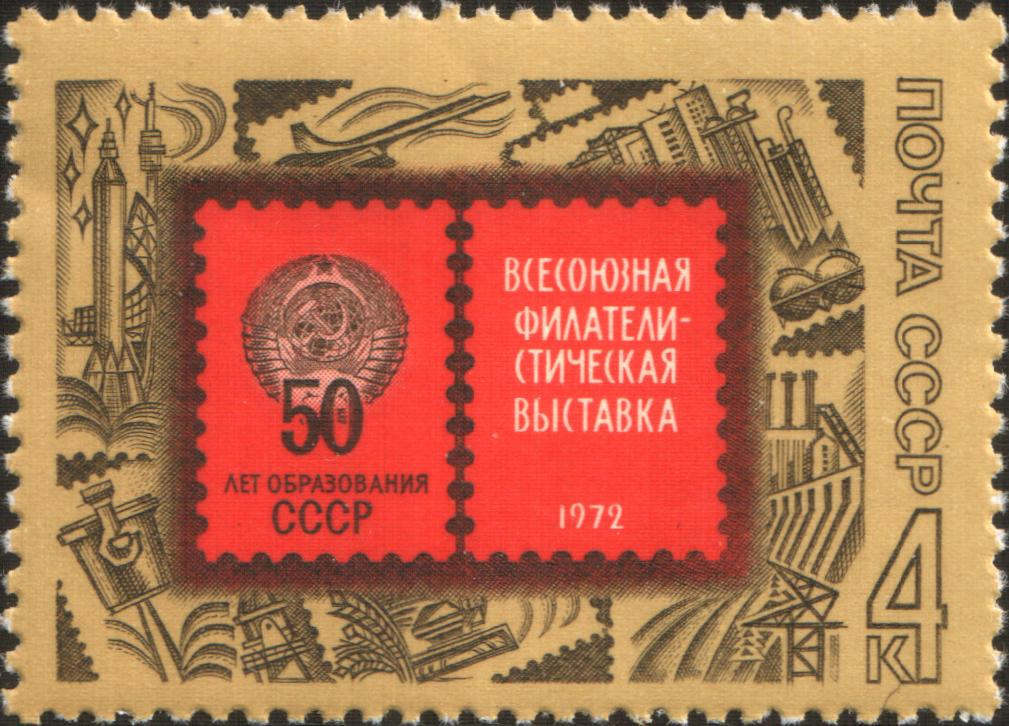
Всесоюзна філателістична виставка в Москві, присвячена 50-річчю освіти СРСР (1972)Шаблон:ЦФА (ЦФА [ АТ «Марка» ] № 4170)
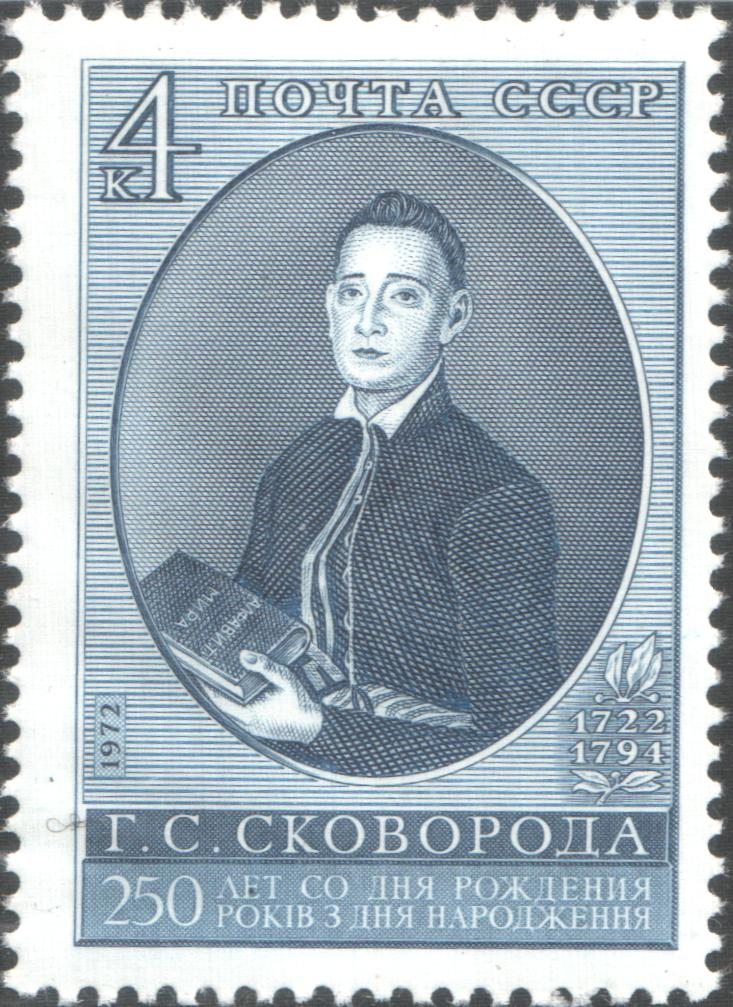
250-річчя від дня народження Г. С. Сковороди (1972)Шаблон:ЦФА/Sc (ЦФА [АТ "Марка"] # 4186; Sc # 4034)
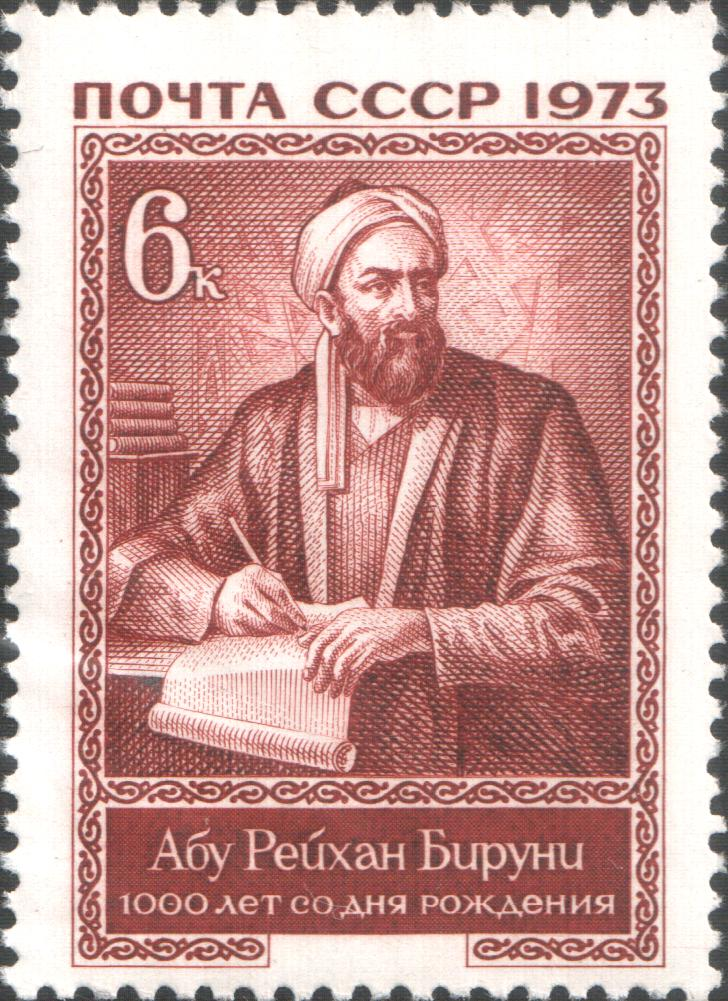
До 1000-річчя від дня народження Абу Рейхана Біруні (1973)Шаблон:ЦФА/Sc (ЦФА [АТ "Марка"] # 4254; Sc # 4099))
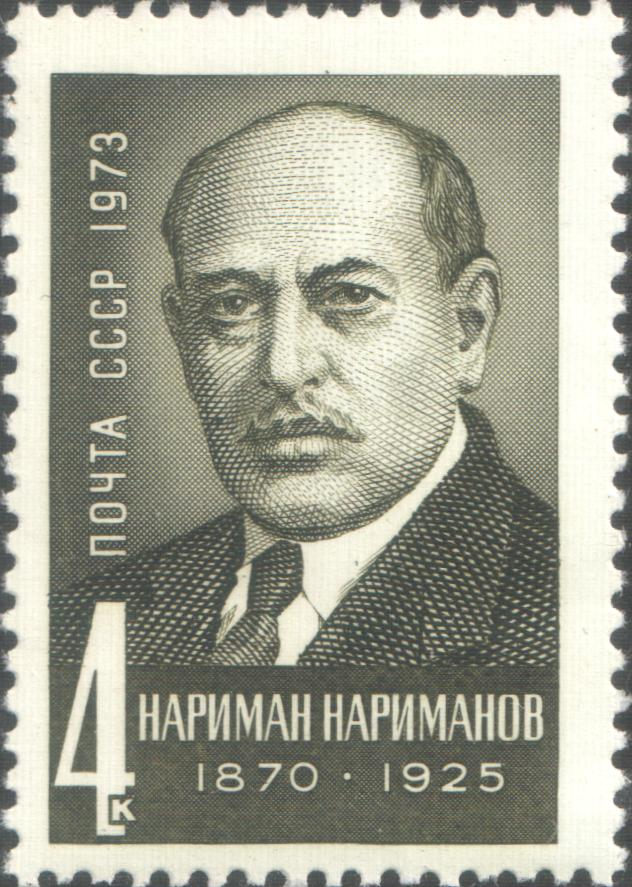
Н. Н. Наріманов (1973)Шаблон:ЦФА (ЦФА [ АТ «Марка» ] № 4269)
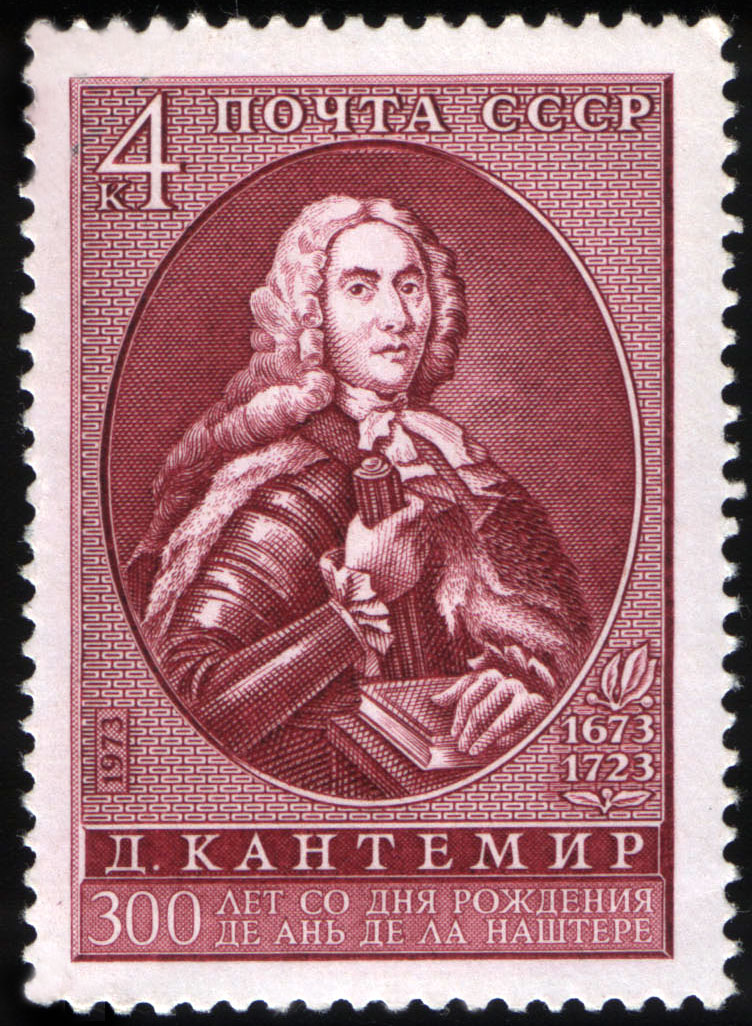
До 300-річчя від дня народження Д. К. Кантемира (1973)Шаблон:ЦФА/Sc (ЦФА [АТ "Марка"] # 4287; Sc # 4132)
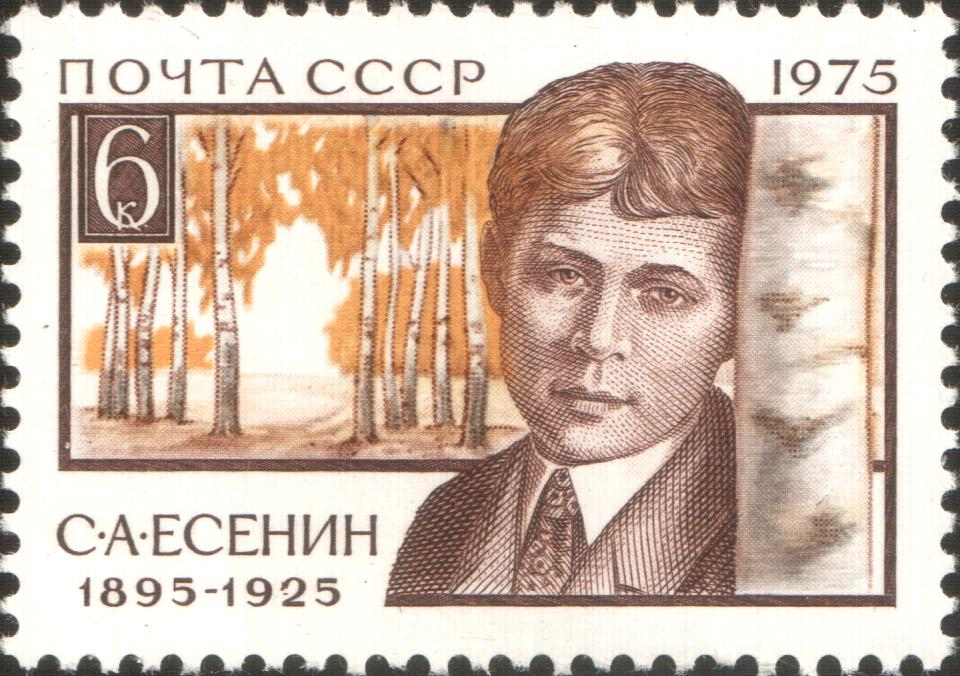
80-річчя від дня народження С. О. Єсеніна (1975)Шаблон:ЦФА/Sc (ЦФА [АТ "Марка"] # 4505; Sc # 4369)
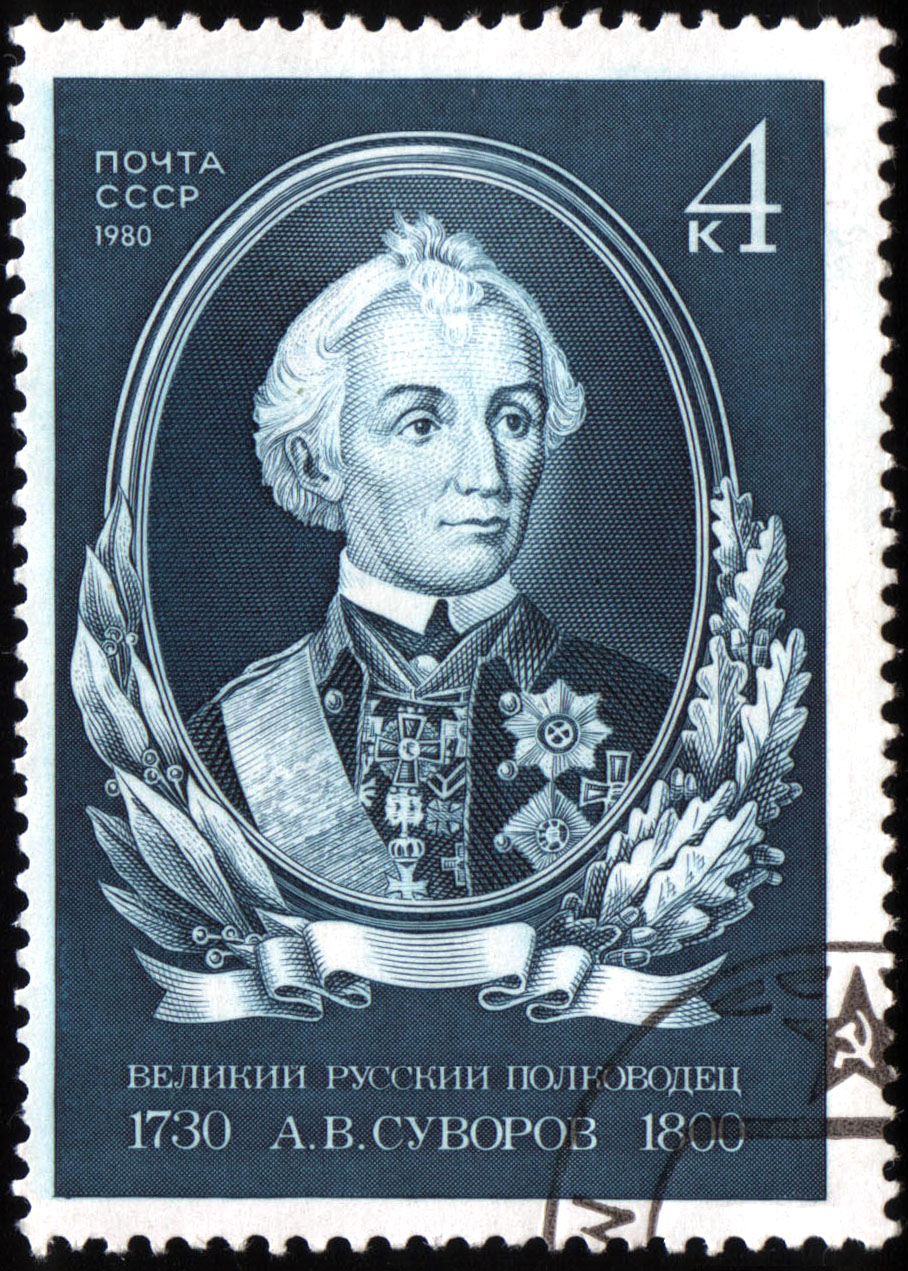
250-річчя від дня народження О. В. Суворова (1980)Шаблон:ЦФА/Sc (ЦФА [АТ "Марка"] # 5127; Sc # 4878)
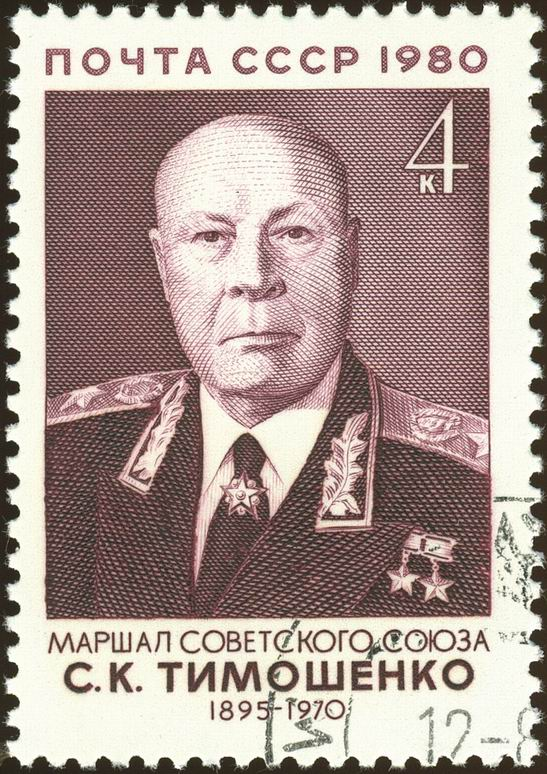
До 85-річчя від дня народження С. К. Тимошенко (1980)Шаблон:ЦФА (ЦФА [ АТ «Марка» ] № 5144)
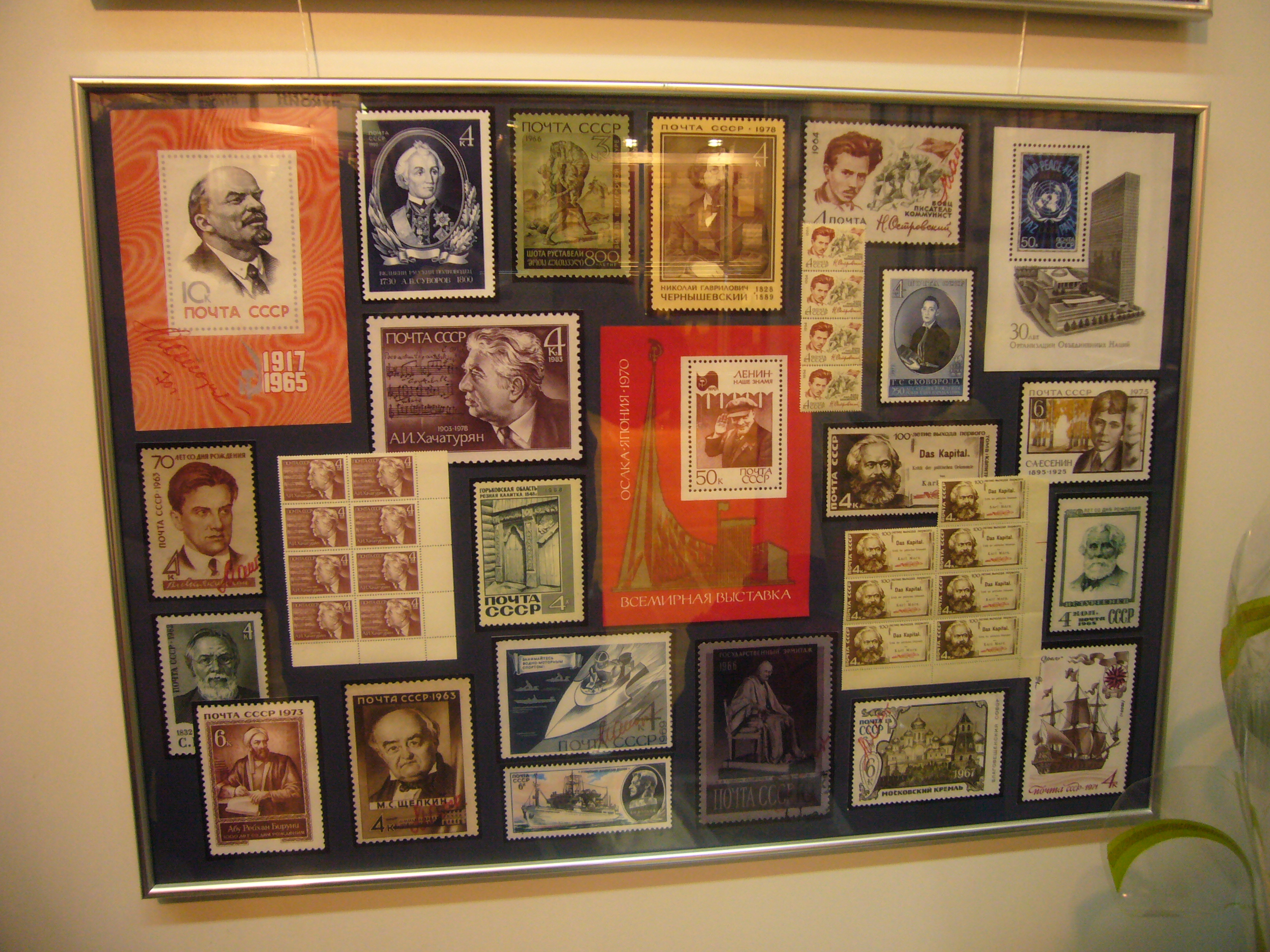
Стенд із марочними роботами Л. Ф. Майорової на виставці «PostCardExpo-2008»

### Поштові листівки та альбоми
Л. Ф. Майорова виконала кілька гравюр для листівок (вітальна листівка з букетом півонії на рис. Ю. Лук'янова, новорічні листівки).
У 1966 Головне управління Держзнака випустило альбом «Російські композитори. Класична гравюра». 1969 року був випущений другий альбом «Портрети композиторів. Класична гравюра». Серед інших альбомів увійшли портрети, виконані Л. Ф. Майоровою: А. І. Хачатурян, К. Ф. Данькевич, С. В. Рахманінов, О. П. Бородін, С. С. Прокоф'єв та Н. Г. Жиганов.

## Особисте життя
1954 року художниця одружилася з Анатолієм Івановичем Майоровим, 1955 року народила дочку Галину (у шлюбі — Г. А. Анісімова).

## Нагороди
- Медаль «За трудову доблесть».